# Генрі Тейлор (плавець)
Генрі Тейлор (англ. Henry Taylor, 17 березня 1885 — 28 лютого 1951) — британський плавець.
Олімпійський чемпіон 1908 року, призер 1912, 1920 років.